# Teemenaarus
Teemenaarus silvestris es una especie de araña araneomorfa de la familia Cyatholipidae. Es la única especie del género monotípico Teemenaarus.  Es nativa de Australia en Queensland.